# Федерико Бамонтес
Федерико Мартин Бамонтес (шп. Federico Martín Bahamontes; Санто Доминго-Каудиља, 9. јул 1928 — Ваљадолид, 8. август 2023) био је шпански професионални бициклиста, рођен у Толеду као Алехандро Мартин Бамонтес. Професионалац је био од 1953. до 1965. године. Бамонтес је био познат као изузетан брдаш, победник је Тур де Франса 1959. године и два пута је завршавао па подијуму, а освајао је шест пута брдску класификацију. Бамонтес је два пута освајао брдску класификацију на Вуелти, а има и једно друго место у генералном пласману.
На прославу стоте годишњице Тур де Франса 2013. изабран је за најбољег брдаша на Туру свих времена, испред Ришара Виренка. Умро је 8. августа 2023. у 95 години.

## Каријера
Бамонтес је рођен у Толеду. Његова породица је разорена током шпанског грађанског рата и његов отац Јулијан је са њима побегао у Мадрид. Тамо је отворио тезгу са воћем и поврћем, а Бамонтес је радио као достављач.
Бамонтес је почео аматерску каријеру ’40-их година, а прву трку је победио 1947. године. Године 1950. је завршио други на националном првенству за аматере, 1952. освојио је трку Вуелта Албасете за аматере, а професионалну каријеру почео је 1953. године. Прву победу као професионалац остварио је на трци у Сардинеру. Наредне године освојио је трку Ница—Монт и возио је Тур де Франс по први пут. Шпански селектор му је рекао „покушај да освојиш”. Није освојио Тур, али јесте брдску класификацију.
Бамонтес је био специјалиста за успоне и добио је надимак „Орао из Толеда”. 1955. је остварио осам победа, а 1956. ниједну, а освојио је брдску класификацију на Ђиро д’Италији, док је Тур де Франс завршио на четвртом месту. 1957. је освојио друго место на Вуелта а Еспањи и брдску класификацију те и наредне године, када је завршио на шестом месту. 1958. је освојио и на Туру брдску класификацију по други пут, уз две етапне победе, а у генералном пласману је завршио на осмом месту. Пре Тура освојио је национално првенство.
Године 1959. освојио је етапу на Вуелта а Еспањи, две етапе на Туру Швајцарске и друго место на националном првенству. На Тур де Франсу, Бамонтес није био фаворит, али је стекао предност након раног бега на етапи у Пиринејима, а затим је победио на брдском хронометру. У Алпима је ишао заједно са Шарлом Голом и повећао је своју предност у Греноблу. Иако су Француски возачи Анри Англад и Жак Анкетил смањили свој заостатак, нису узели довољно времена да угрозе Бамонтеса, који је освојио Тур са четири минута испред Англада, освојио је и брдску класификацију.
Анкетил је извиждан кад је завршио Тур на Парку Принчева, јер су гледаоци схватили да су он и остали возачи пустили Бамонтеса радије да победи него Англада. Француски национални тим је уништавало унутрашње ривалство. Англада је заступао агент Роџер Пил, а остале Данијел Дусет. Њих двојица су контролисали сав бициклизам у Француској. Дусет је схватио да његови возачи морају да победе Бамонтеса или да се побрину да Англад не тријумфује. Пошто нису могли да победе Англада, одлучили су се да пусте Бамонтеса да победи.
Године 1960. је напустио Тур током друге етапе, а 1961. није учествовао на Туру, а остварио је пет победа у сезони. 1962. освојио је брдску класификацију на Туру, уз једну етапну победу.
Године 1963. Анкетил се осветио Бамонтесу и победио га на Туру. Анкетил и Бамонтес су показали добру форму у Алпима и на једној етапи су били први и други, са три секунде разлике. Ипак, Бамонтесов циљ да освоји још једну брдску класификацију спречио га је да оде у бег са Анкетилом на етапи до Шамоња, а након победе на хронометру, Анктил је освојио четврти Тур, са три минута испред Бамонтеса. Бамонтес је изјавио да је изгубио Тур због договора Анкетила и организатора Тура — Жака Годеа.
Анкетил је 1964. освојио свој пети Тур, 4.40 испред Бамонтеса који је освојио треће место, док је други био Ремон Пулидор. Бамонтес је те године освојио брдску класификацију шести пут.
Задњу победу у каријери, Бамонтес је остварио у Монжуику 1965. године, а на Тур де Франсу се мучио и одустао је на десетој етапи.

## Крај каријере
Након краја каријере, Бамонтес је покренуо радњу бицикала и мотора у Толеду, добијао је писма сваке недеље. Године 2013. на прослави стотог Тур де Франса, проглашен је за најбољег брдаша у историји Тура, испред Ришара Виренка. Награду му је уручио председник Француске — Франсоа Оланд.